# Kibarty
Kibarty (lit. Kybartai) – miasto na Litwie, w okręgu mariampolskim, w rejonie wyłkowyskim, siedziba gminy Kibarty; położone przy granicy z obwodem królewieckim.
Przez miasto płynie rzeka Lipana (lit. Liepona), która jednocześnie wyznacza granicę z Rosją. Po drugiej stronie granicy znajduje się miejscowość Czernyszewskoje.

## Historia

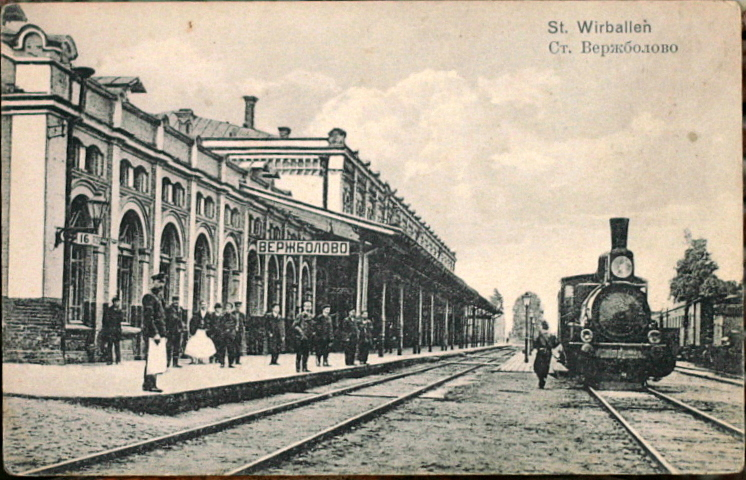
Dworzec stacji Wierzbołów w Kibartach około 1900 r.

Pierwsza wzmianka o Kibartach pochodzi z 1561 roku – wówczas w inwentarzu Jurborka i Wierzbołowa pisano, że wieś ma 20 gospodarstw.
W 1856 r. Kibarty otrzymały prawa miejskie, a gwałtowny rozwój nastąpił po 1861 r., gdy utworzono odnogę linii kolejowej z Petersburga do Warszawy, idącą do Wierzbołowa oraz wybudowano stację kolejową w Kibartach. 
Za Królestwa Polskiego istniała gmina Kibarty.
W roku 1919 (lub 1924) powtórnie przyznano Kibartom prawa miejskie.
Do 1918 Kibarty leżały w Królestwie Polskim, w guberni suwalskiej, w powiecie wyłkowyskim, w gminie Kibarty.
Podczas okupacji hitlerowskiej, w lipcu 1941 roku Litwini utworzyli getto dla żydowskich mieszkańców. Przebywało w nim około 800 kobiet i dzieci (mężczyzn powyżej 16 roku życia wywieziono do miejscowości Gudkaimis). W sierpniu 1941 roku zlikwidowano getto, a Żydów przewieziono do getta w Wierzbołowie. 
W 1998 zatwierdzono dekretem prezydenckim herb miasta.
W 2011 miasto zamieszkiwało 5631 osób, w tym niewielka mniejszość polska, stanowiąca 0,33% mieszkańców.

## Zabytki i pomniki
Znajdują się tu kościół Zbawiciela Eucharystycznego, zbudowany w stylu neorenesansowym w 1928, cerkiew św. Aleksandra Newskiego, wzniesiona w 1870 oraz pomnik litewskich kolporterów książek z Suwalszczyzny z 2006.

## Transport
W mieście znajduje się stacja kolejowa. Kibarty pełnią rolę najważniejszego kolejowego przejścia granicznego Litwy z Rosją oraz ważnego przejścia drogowego.

## Urodzeni w Kibartach
- Emil Młynarski – polski skrzypek, dyrygent, kompozytor, współzałożyciel i dyrektor Filharmonii Warszawskiej,
- Izaak Lewitan – rosyjski malarz-pejzażysta pochodzenia żydowskiego,
- Inga Valinskienė – litewska piosenkarka i osobowość telewizyjna, polityk, posłanka na Sejm Republiki Litewskiej,
- Maria Znamierowska-Prüfferowa – polska etnograf, profesor, wieloletni dyrektor Muzeum Etnograficznego w Toruniu, któremu po jej śmierci nadano jej imię.

## Galeria

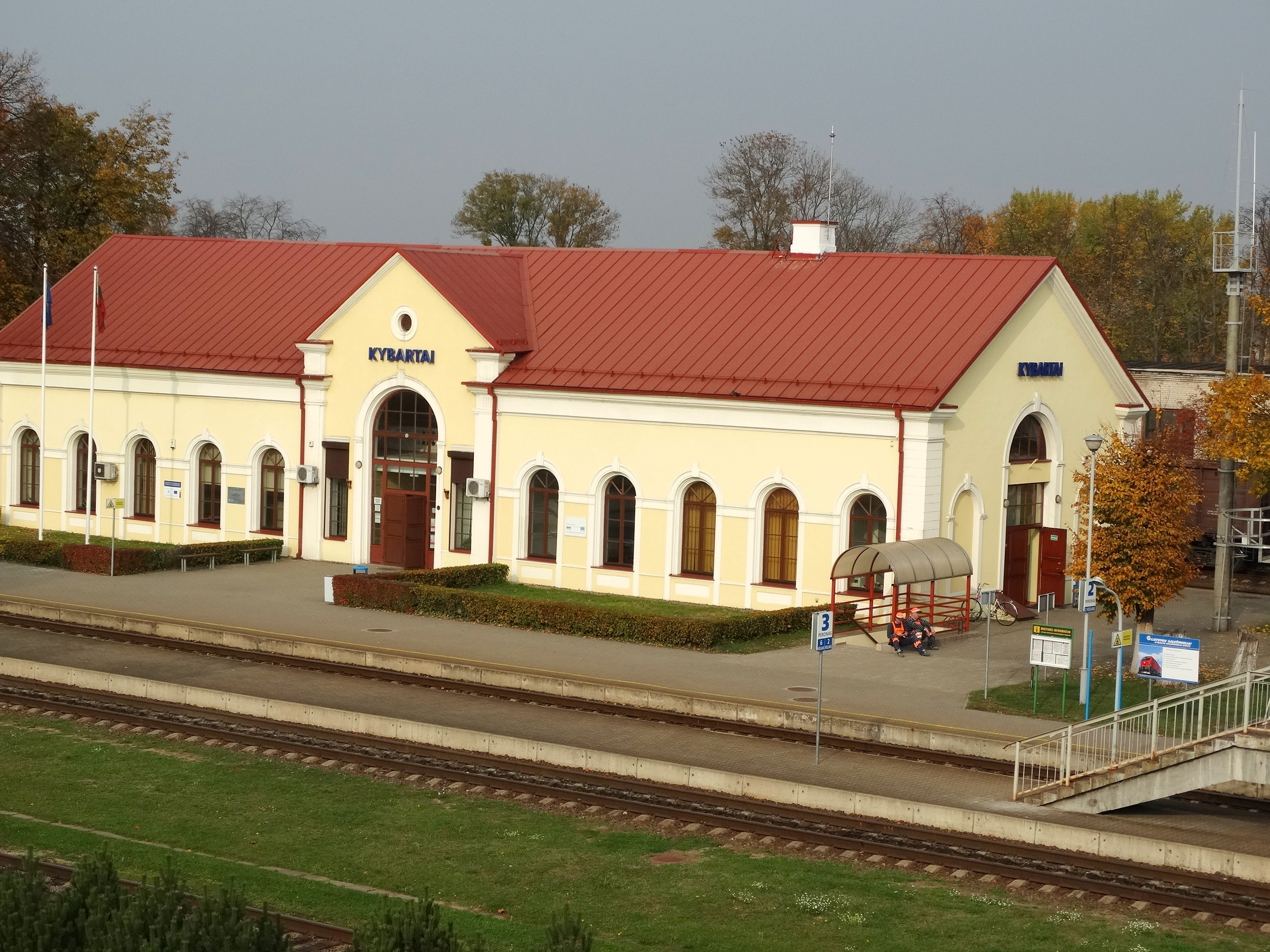
Dworzec kolejowy
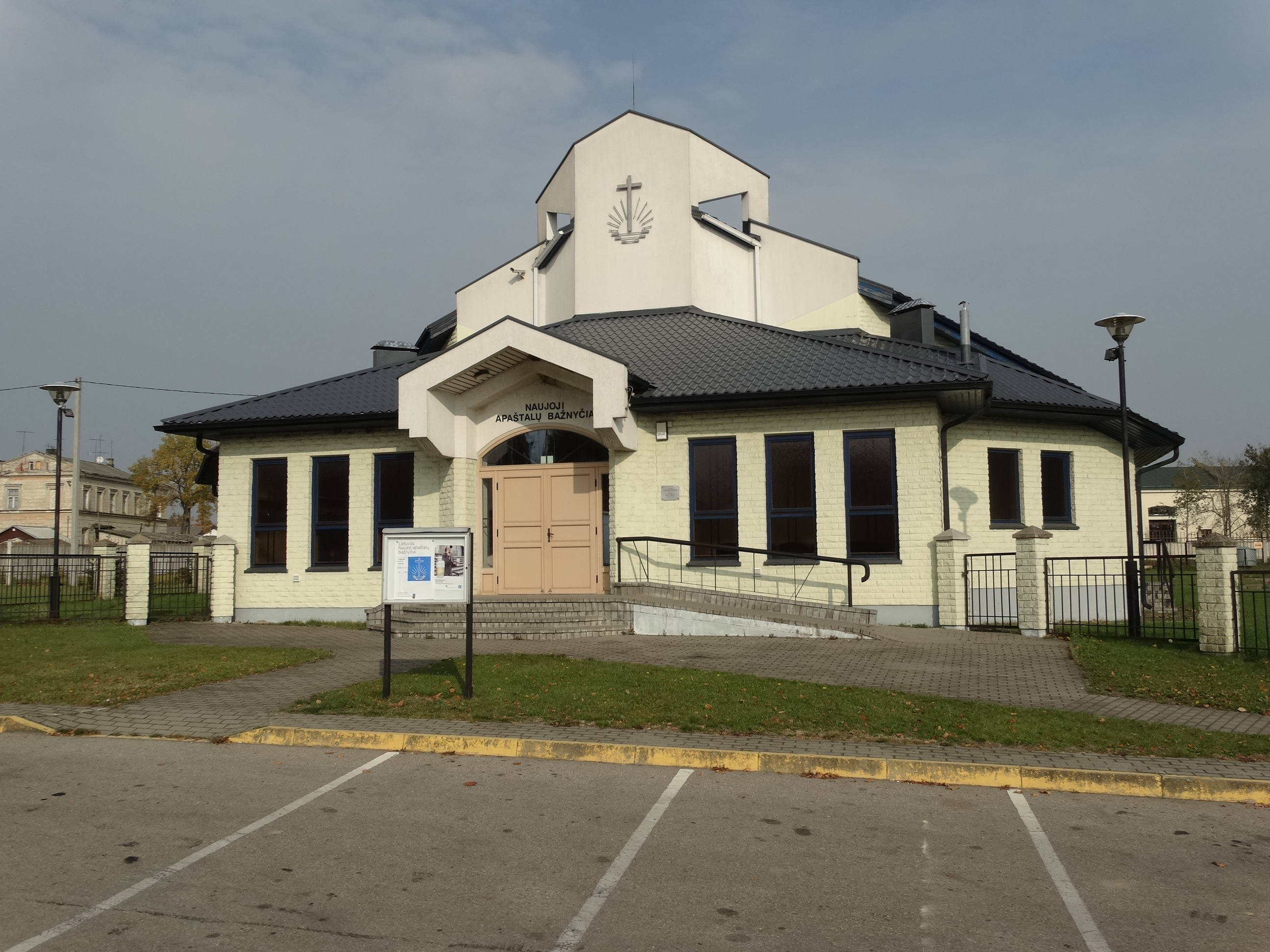
Kościół nowoapostolski
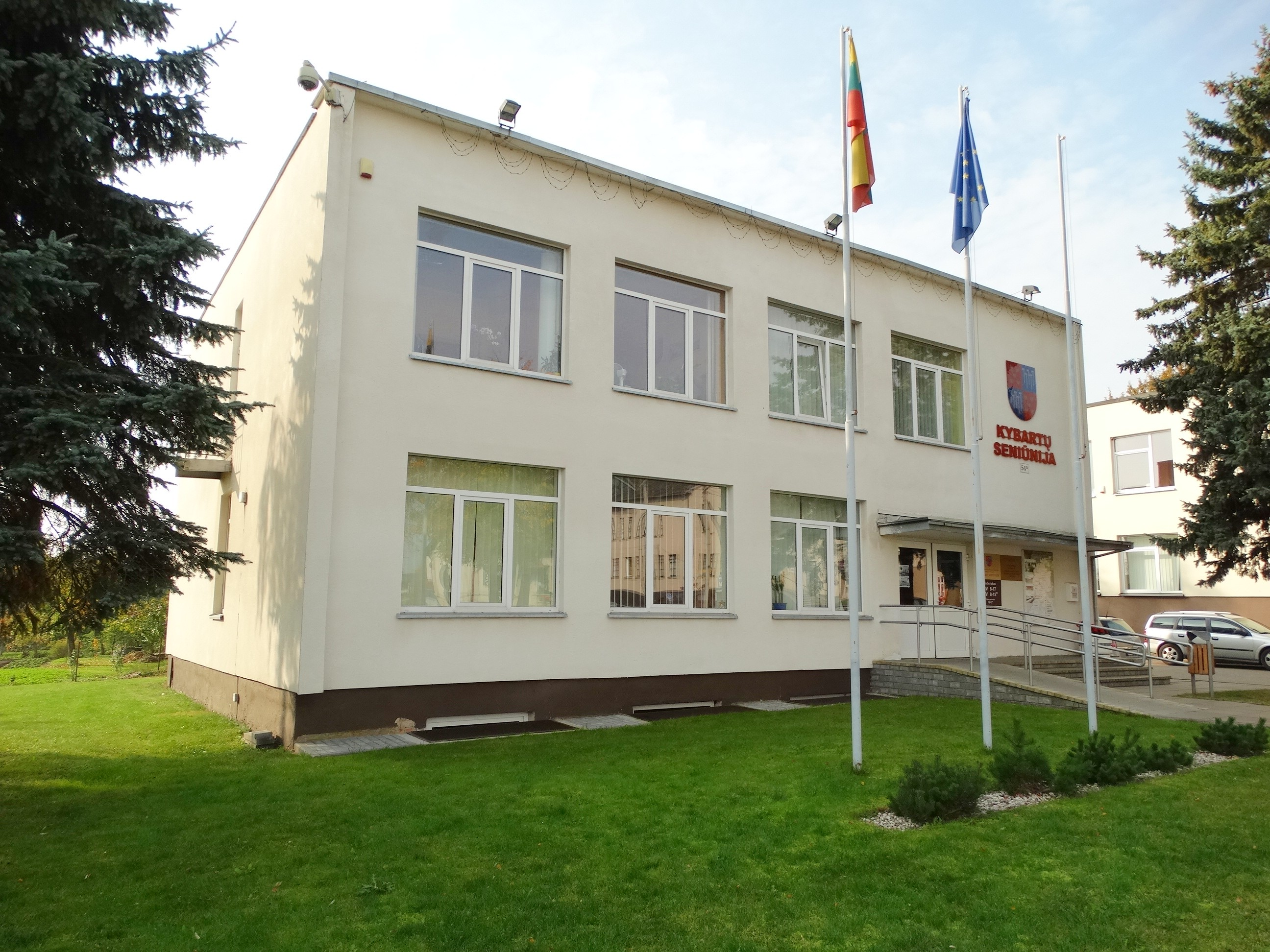
Gmach starostwa
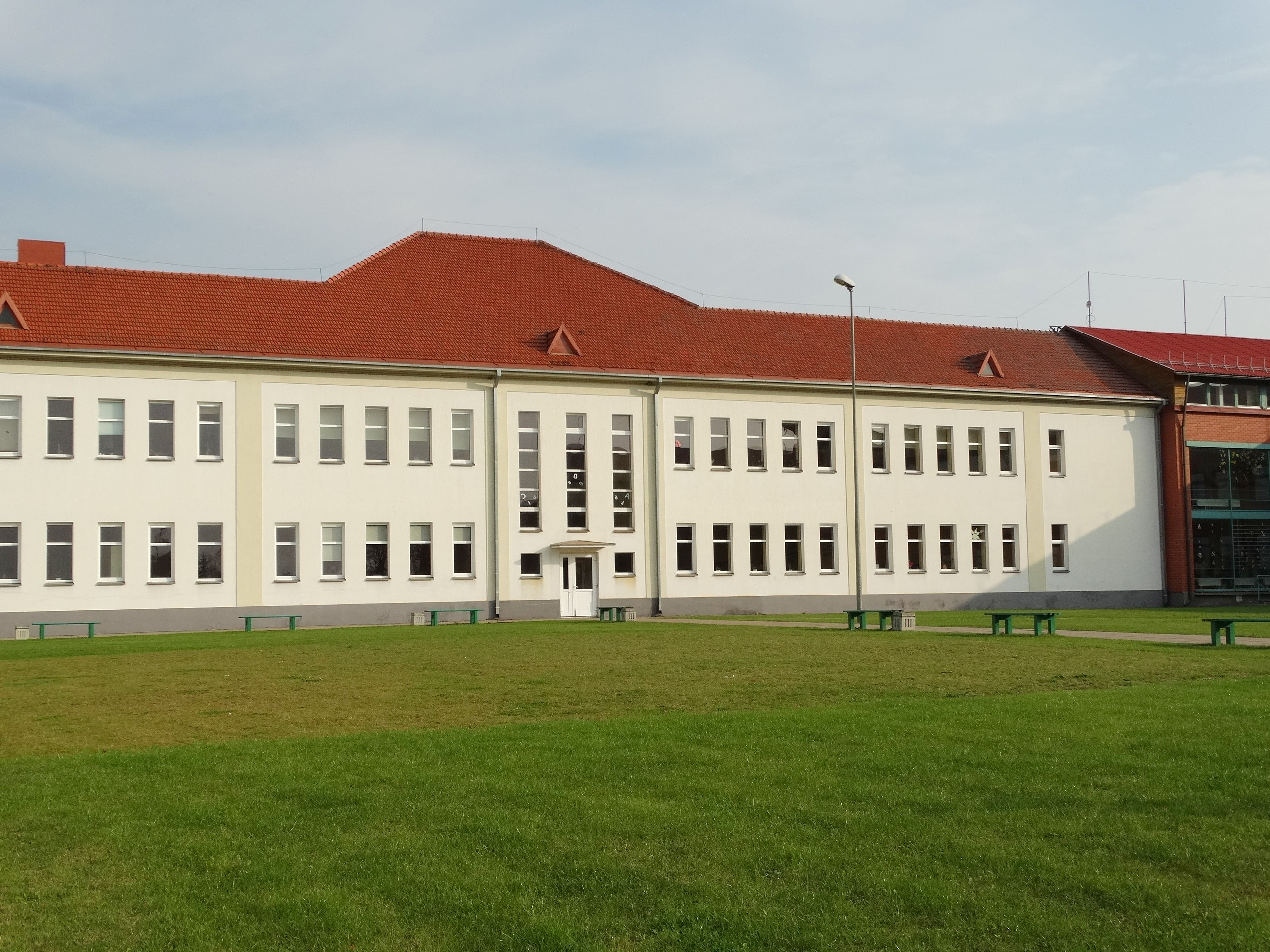
Progimnazjum
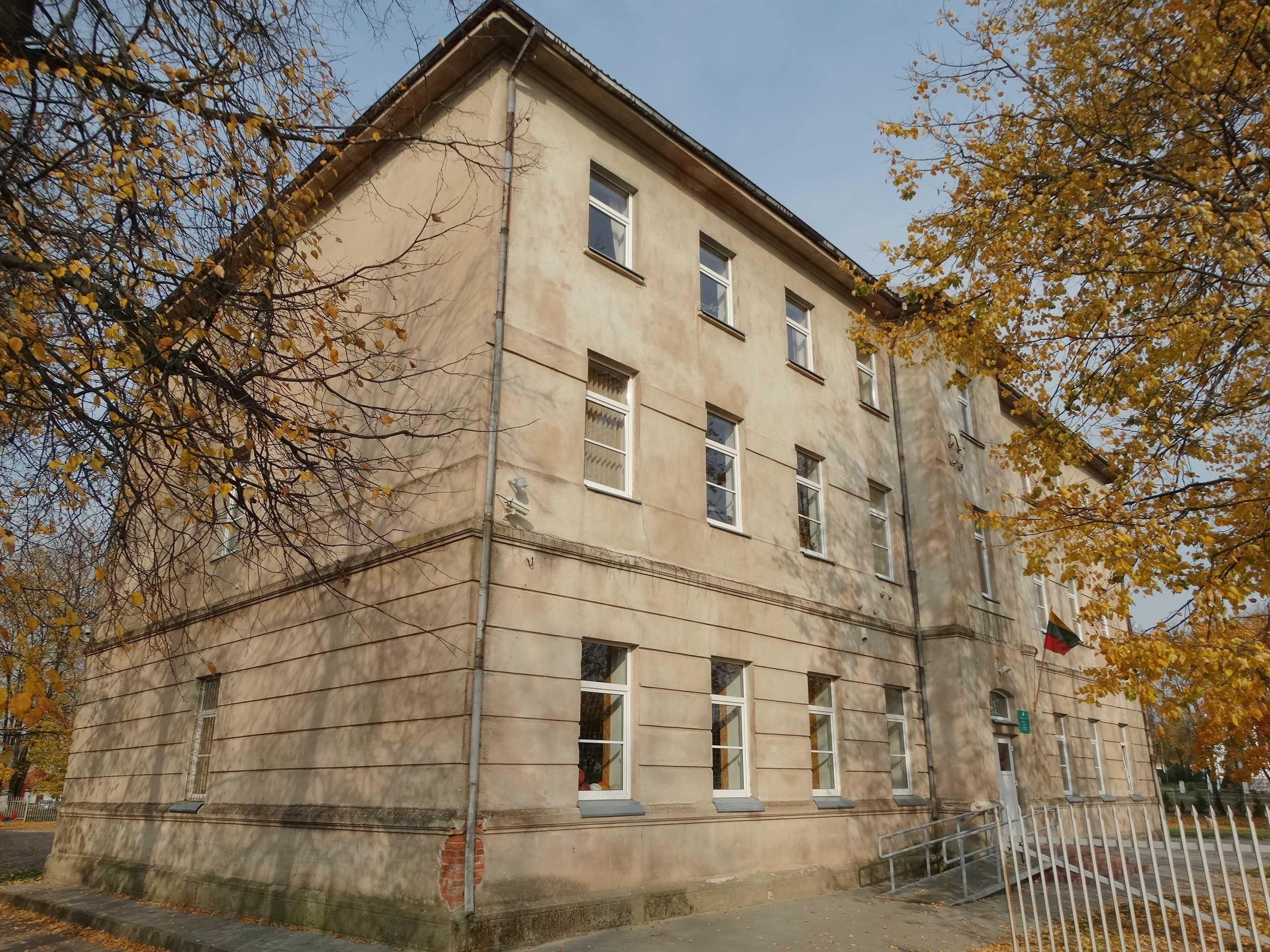
Szkoła specjalna
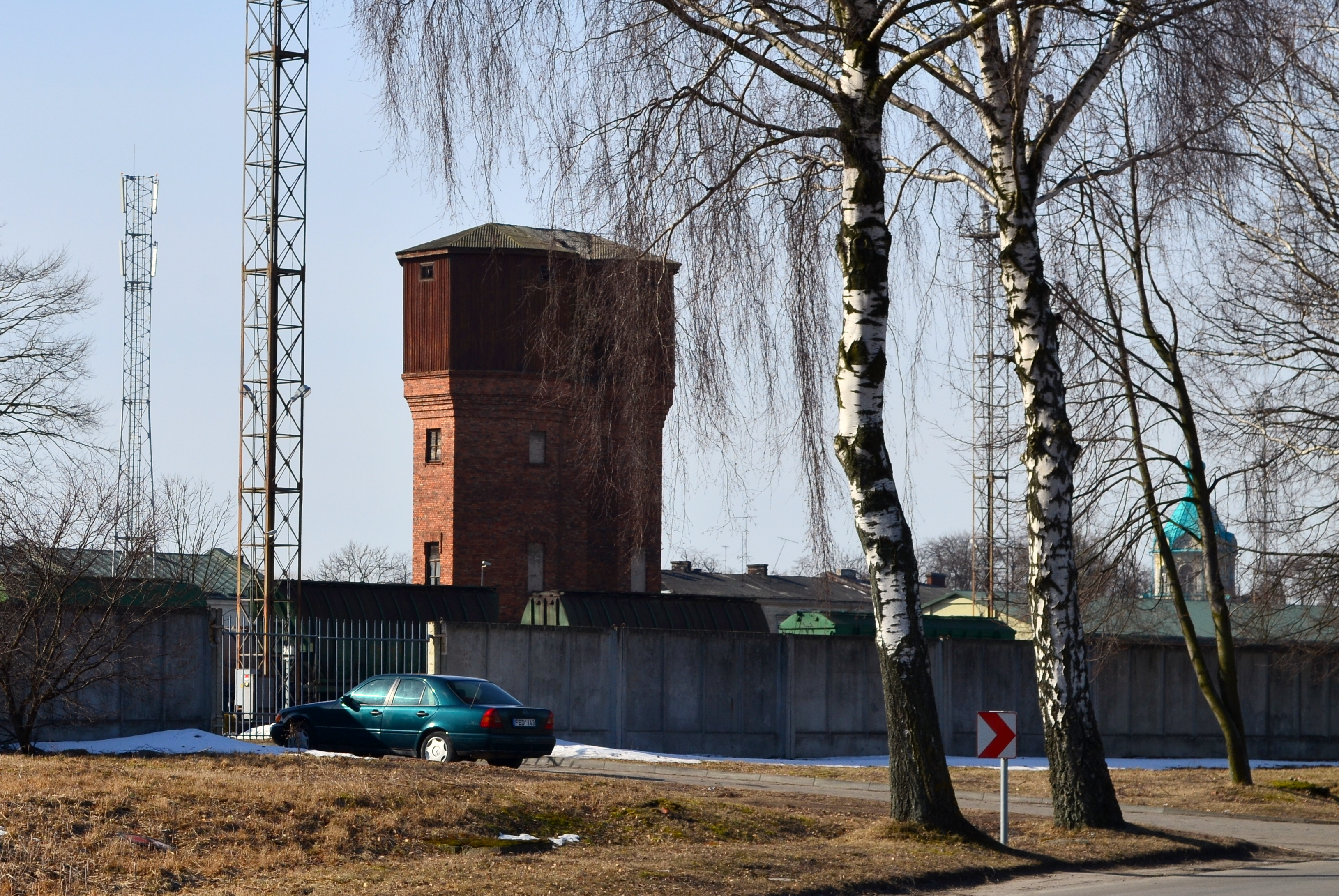
Wieża ciśnień